# Édouard Benedictus

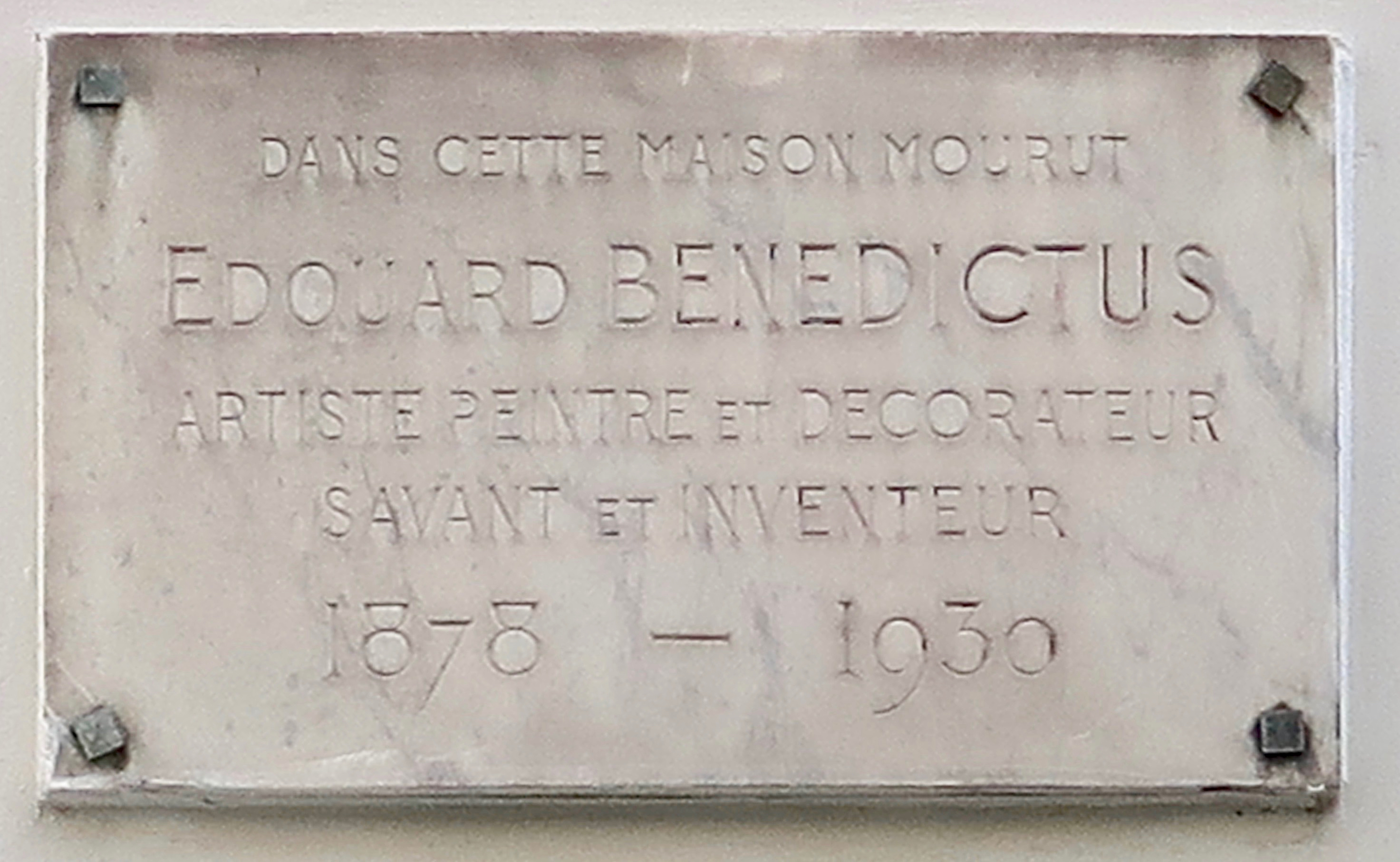
+ afbeelding

Édouard Benedictus (1879-1930) was een Frans kunstschilder, componist, boekbinder, chemicus, uitvinder en textielontwerper.
Hij werd vooral beroemd door zijn art-decoafbeeldingen in zijn publicaties Variations, quarte-vingt-six motifs décoratifs en vingt planches en Nouvelles Variations, soixante-quinze motifs décoratifs en vingt planches respectievelijk uitgegeven in 1924 en 1925 bij Libraires des Beaux Arts in Parijs en zijn portfolio Relais, quinze planches donnant quarante-deux motifs décoratifs uitgegeven in 1930 bij Editions Vincent Fréal et Cie. eveneens in Parijs.  Nouvelles Variations was een album met ontwerpen voor textiel en behang. Het album bestond uit 20 platen met 75 motieven. De platen werden oorspronkelijk uitgegeven in een losse half-linnen portefeuille met titelinformatie in bruine letters en pochoir-gekleurde illustraties op de voorband. 
Patronen van Benedictus werden verwerkt in een tapijt voor de grote salon op de Exposition Internationale des Arts Décoratifs en Industriels Modernes in 1925. Hij maakte ontwerpen voor juwelen, wandkleden, leer, meubels, fresco's, tapijten en textiel.
Édouard Benedictus ontdekte veiligheidsglas in 1903, op een zeer toevallige manier: op een dag, terwijl hij knutselde in zijn laboratorium, viel er een kolf op de grond die verbrijzelde, maar  het meeste van haar oorspronkelijke vorm behield. Hij ontdekte dat een film aan de binnenkant van het glas het tezamen hield, deze film bestond uit ingedroogd collodium, een chemische stof gebruikt om spullen af te dichten. Een paar dagen later las hij een verhaal in de krant over een persoon die gestorven was als gevolg van rondvliegend glas van een voorruit. Hij ging experimenteren en al spoedig had hij het eerste paneel vervaardigd van wat hij Triplex noemde, twee ruiten van glas waartussen een laagje collodium vastzit aan beide ruiten van glas.
In 1912 werd van hem een artikel gepubliceerd in in het kunstblad L'Art Décoratif.
Samen met Maurice Ravel en andere kunstenaars was hij lid van het collectief de Apaches.